# Graham v. Florida
Graham v. Florida ist ein am Obersten Gerichtshof der Vereinigten Staaten verhandelter Fall zur Frage, ob und in welchen Fällen lebenslange Freiheitsstrafen ohne Begnadigungsmöglichkeit für minderjährige Straftäter verfassungswidrig sind.

## Hintergrund
Terrance Jamar Graham war im Alter von 16 Jahren wegen Einbruchs und bewaffneten Raubüberfalls im US-Bundesstaat Florida zu einer Freiheitsstrafe von 12 Monaten verurteilt worden. Nach seiner Freilassung wurde er erneut straffällig und diesmal als Wiederholungstäter (recidivist) – erneut wegen bewaffnetem Raubüberfall – zu einer lebenslangen Freiheitsstrafe ohne Begnadigungsmöglichkeit verurteilt. Graham legte gegen das Urteil Berufung ein, mit der Begründung, eine lebenslange Freiheitsstrafe ohne Begnadigungsmöglichkeit verstoße gegen das im 8. Zusatzartikel zur Verfassung der Vereinigten Staaten festgeschriebene Verbot grausamer und ungewöhnlicher Strafen (cruel and unusual punishment). Seine Klage wurde von einem Berufungsgericht sowie vom Oberste Gerichtshof des Staates Florida abgewiesen. Daraufhin legte Graham Berufung beim Obersten Gerichtshof der Vereinigten Staaten ein, der den Fall zur letztinstanzlichen Entscheidung annahm.

## Urteil
Das Gericht entschied mit einer Mehrheit von sechs der neun Richterstimmen, dass lebenslange Freiheitsstrafen ohne die Möglichkeit vorzeitiger Entlassung für minderjährige Straftäter für alle Verbrechen außer Mord ein Verstoß gegen das Verbot grausamer und ungewöhnlicher Strafen und damit verfassungswidrig sind. Zwar seien lebenslange Haftstrafen für Minderjährige über lange Zeit nicht für ungewöhnlich oder grausam angesehen worden. Gleichwohl müsse jedoch auch die Entwicklung der moralischen Standards im eigenen Land und in der übrigen Welt in Betracht gezogen werden. Zum Zeitpunkt des Urteils gebe es in den gesamten Vereinigten Staaten nur 129 minderjährige Straftäter (77 davon in Florida), die zu einer lebenslangen Haftstrafe ohne Bewährungsmöglichkeit verurteilt wurden, obwohl sie keinen Mord begangen hatten. Obgleich die Gesetzeslage eine Verhängung dieser Strafe in zahlreichen Staaten erlaubt, werden diese Gesetze in nur wenigen Bundesstaaten auch tatsächlich angewendet. Auch in der übrigen Welt werde die Verhängung dieser Strafe weitgehend abgelehnt. Darüber hinaus sei bei Minderjährigen von verminderter Schuldfähigkeit auszugehen, und die Strafzumessung müsse dazu in einem angemessenen Verhältnis stehen, was – außer im Fall von Mord – bei einer lebenslangen Haftstrafe ohne Bewährungsmöglichkeit nicht der Fall sei.
Das Strafmaß einer lebenslänglichen Haftstrafe ohne Bewährungsmöglichkeit für minderjährige Straftäter, die keinen Mord begangen hätten, gelte daher im eigenen Land und der übrigen Welt als grausame und ungewöhnliche Strafe und sei aufgrund des 8. Zusatzartikels zur Verfassung der Vereinigten Staaten verfassungswidrig.